# Генріх Нейфельд

Генріх Нейфельд

Генріх Нейфельд (Генріх Дмитрович Нейфельд) — власник і керівник заводу сільськогосподарських машин у Софіївці (нині м. Вільнянськ, Запорізька область) з 1871 р.

## З біографії
У 1891 році Генріх Нейфельд став власником чавунно-ливарного заводу сільськогосподарських машин у Софіївці, який з кінця ХІХ ст. і до сьогоднішнього часу був головним промисловим об'єктом Вільнянщини. Історія цього така. Чавунно-ливарний механічний завод сільськогосподарських машин був побудований у 1870 р. на станції Софіївка Південної залізниці (нині м. Вільнянськ Запорізької обл.). Його засновником і власником був підприємець з колоністів, голландець за походженням, Г.Л. Классен. На заводі виготовлялися плуги, жниварки, букери (різновид плугу), дискові котки, сівалки, соломорізки, водовозні тачки та інше устаткування для сільського господарства. Г. Л. Классен мешкав із сім'єю в Санкт-Петербурзі. Генріх Нейфельд, молодий німець з переселенців, працював на заводі по господарській частині, а саме займався конярством. Коли вчергове Классен навідався до Софіївки, його донька та Генріх покохали одне одного. Бекінська Марія Яківна працювала акушеркою в родині Классенів. Вона повідомила батькові, що його донька вагітна. На це Классен сказав молодим: «Чорт з вами, одружуйтесь, забирайте і завод». Так Г. Д. Нейфельд став зятем Г. Л. Классена.

Чавунно-ливарний завод сільськогосподарських машин у Софіївці — «Вільнянський завод імені Т. Г. Шевченка» — старовинна будова головного корпусу заводоуправління. Фото 2009 р.

У 1891 році завод сільськогосподарських машин став власністю Генріха Дмитровича Нейфельда. Виробництво розширювалось із року в рік, були побудовані ливарний цех, а також столярний і моторний. Було освоєно виробництво молотарок з кінним і паровим приводом. Г. Д. Нейфельд зробив дружині на річницю весілля подарунок — набір виделок, ножів та ложок, який спеціально до цієї дати виготовили на заводі. Виріб був настільки гарний і вдалий, що з цього часу підприємство розпочало випуск нового виду продукції — столових приладів. Наприкінці ХІХ ст. біля сучасного села Петрівського містився маєток Г. Д. Нейфельда; тут був одноповерховий будинок з дахом, вкритим черепицею, а потім залізом, поблизу будинку були великий розарій, а також колодязі. Неподалік від маєтку лежало німецьке поселення — назва не дійшла до нашого часу, бо коли у 1920-ті роки сюди переїхали люди з Західної України, тут залишилося німецьке кладовище, а від будинку зберігся лише фундамент. Родина Нейфельдів залишила після себе чудовий парк — нині Петрівський ліс. Там збереглася алея вікових каштанів. У роки Другої світової війни місцеві мешканці не вирубали ці насадження, незважаючи на потребу в деревині для опалення житла. Тому алея каштанів — цінний історико-природничий об'єкт Вільнянщини.
Зі спогадів старожилів відомо, що на місці нинішньої виправної колонії № 20 у м. Вільнянську були сад Г. Д. Нейфельда та інші об'єкти його господарства. Восени везли яблука із саду, Нейфельд, проїжджаючи через с. Павлівське, розкидав фрукти людям і пояснював: «Це тому, що ваші діти не лазили в мій сад і не крали яблука». А мешканці с. Спасівка мали такий гріх, їм Нейфельд не роздавав фрукти. Бувало, що привозив у Павлівське поросят і також дарував людям.
У 1908 р. поблизу заводу було побудовано невелику чотирирічну школу для дітей робітників. Сам Генріх Дмитрович не тільки дав кошти на будівництво навчального закладу, а й особисто викладав у школі німецьку мову.